# (530) Turandot
(530) Turandot – planetoida z pasa głównego asteroid okrążająca Słońce w ciągu 5 lat i 249 dni w średniej odległości 3,18 j.a. Została odkryta 11 kwietnia 1904 roku w Landessternwarte Heidelberg-Königstuhl w Heidelbergu przez Maxa Wolfa. Nazwa planetoidy pochodzi od księżniczki Turandot, bohaterki opery Giacomo Pucciniego. Przed nadaniem nazwy planetoida nosiła oznaczenie tymczasowe (530) 1904 NV.